# Terceira Liga
La Terceira Liga es la tercera liga de fútbol en importancia en Portugal organizada por la Federación Portuguesa de Fútbol.
La Liga 3 es la tercera división del sistema de ligas de fútbol portugués, que comenzó en 2021-22. Es una liga nacional semiprofesional organizada por la Federación Portuguesa de Fútbol (FPF).
La creación de esta liga es parte de una reestructuración de la tercera división portuguesa, con el Campeonato de Portugal, que vio reducido el número de equipos, siendo relegado a la cuarta división y los mejores equipos que compiten allí avanzando a esta nueva competición. En su primera temporada, un total de 24 equipos compitieron en la Liga 3, 2 de los cuales descendieron de la Liga Portugal 2 2020-21 y otros 22 que ascendieron del Campeonato de Portugal 2020-21. Este número se reducirá a 20 equipos a partir de la temporada 2023-24.

## Historia
La liga fue creada en 2021 como una liga profesional detrás de la Segunda Liga y delante del Campeonato de Portugal, la cual pasó a ser de cuarta división con el fin de bajar la cantidad de equipos de la actual cuarta división.
En su primera temporada contó con la participación de 24 equipos, la cual fue reducida a 20 equipos para la temporada 2023/24.

## Equipos 2025/26
| Equipo                 | Ciudad               | Estadio                                 | Capacidad |
| ---------------------- | -------------------- | --------------------------------------- | --------- |
| Mafra                  | Mafra                | Estádio Doutor Mário Silveira           | 1,249     |
| Belenenses             | Lisboa               | Estádio do Restelo                      | 19,856    |
| Varzim                 | Póvoa de Varzim      | Estádio do Varzim SC                    | 7,280     |
| Fafe                   | Fafe                 | Parque Municipal dos Desportos de Fafe  | 4,000     |
| 1.º Dezembro           | Sintra               | Campo Conde de Sucena                   | 1,000     |
| Atlético CP            | Lisboa               | Estádio da Tapadinha                    | 4,000     |
| Amarante               | Amarante             | Municipal de Amarante                   | 16,800    |
| União de Santarém      | Santarém             | Campo Chã das Padeiras                  | 15,000    |
| Académica              | Coimbra              | Estádio Cidade de Coimbra               | 29,622    |
| Braga B                | Braga                | Complexo Desportivo de Fão              | 724       |
| Sanjoanense            | São João da Madeira  | Estádio Conde Dias Garcia               | 15,000    |
| Trofense               | Trofa                | Estádio do CD Trofense                  | 5,074     |
| São João de Ver        | Santa Maria da Feira | Estádio Clube São João de Ver           | 5,000     |
| Caldas                 | Caldas da Rainha     | Campo da Mata                           | 9,600     |
| Sp. Covilhã            | Covilhã              | Estádio Municipal José dos Santos Pinto | 3,500     |
| Vitória de Guimarães B | Guimarães            | Miniestádio Vitória SC                  | 2,500     |
| Lusitano de Évora      | Évora                | Campo Estrela                           | 10,000    |
| Amora                  | Amora                | Estádio da Medideira                    | 1,500     |
| Paredes                | Paredes              | Municipal das Laranjeiras               | 3,000     |
| Marco 09               | Marco de Canaveses   | Municipal de Marco de Canaveses         | 6,000     |

## Lista de campeones
Final de campeonato entre ganadores de los dos grupos de ascenso
| Temporada | Campeón (asciende a la Segunda Liga) | Resultado | Finalista (asciende a la Segunda Liga) | Otros equipos ascendidos |
| --------- | ------------------------------------ | --------- | -------------------------------------- | ------------------------ |
| 2021–22   | Torreense                            | 2–1       | Oliveirense                            |                          |
| 2022–23   | Leiria                               | 1–0       | Os Belenenses                          | Länk FC Vilaverdense     |

Grupo único de promoción
| Temporada | Campeón (asciende a la Segunda Liga) | Sucampeón (asciende a la Segunda Liga) | Otros equipos ascendidos |
| --------- | ------------------------------------ | -------------------------------------- | ------------------------ |
| 2023–24   | Alverca                              | Felgueiras 1932                        |                          |
| 2024–25   | Lusitânia FC                         | Sporting CP "B"                        |                          |

## Títulos por club
| Club            | Títulos | Subtítulos | Años campeón | Años subcampeón |
| --------------- | ------- | ---------- | ------------ | --------------- |
| Torreense       | 1       | -          | 2021–22      | -               |
| Leiria          | 1       | -          | 2022–23      | -               |
| Alverca         | 1       | -          | 2023–24      | -               |
| Lusitânia FC    | 1       | -          | 2024–25      | -               |
| Oliveirense     | -       | 1          | -            | 2021–22         |
| Os Belenenses   | -       | 1          | -            | 2022–23         |
| Felgueiras 1932 | -       | 1          | -            | 2023–24         |
| Sporting CP "B" | -       | 1          | -            | 2024–25         |